# Wallace y Gromit
Wallace y Gromit son unos personajes ficticios  británicos de animación creados por Nick Park y Aardman Animations. La serie gira en torno a Wallace, un inventor bonachón, excéntrico y amante del queso, y Gromit, su leal e inteligente sabueso antropomórfico. Consta de cuatro cortometrajes, dos largometrajes y numerosos spin-offs y adaptaciones televisivas. El primer cortometraje, A Grand Day Out, se terminó y estrenó en 1989. La voz de Wallace la han puesto Peter Sallis y Ben Whitehead. Mientras que Wallace habla muy a menudo, Gromit es en gran parte silencioso y no tiene diálogo, comunicándose a través de expresiones faciales y lenguaje corporal.
Debido a su popularidad, los personajes han sido descritos como iconos culturales internacionales positivos tanto de la cultura británica moderna como de los británicos en general. BBC News los calificó de «algunas de las estrellas más conocidas y queridas que han salido del Reino Unido». Icons ha afirmado que han hecho «más por mejorar la imagen de los ingleses en todo el mundo que cualquier embajador nombrado oficialmente».
Park ha declarado que se inspiró en su infancia durante las décadas de 1950 y 1960 en Lancashire, en el norte de Inglaterra. La ambientación es deliberadamente ambigua: el estilo general se asemeja a la década de 1960, pero abundan numerosos anacronismos, como el uso de tecnología del siglo XXI. Aunque Wigan aparece al final de la aliterada dirección del domicilio de Wallace en sus cartas, su acento procede del valle de Holme, en Yorkshire del Oeste, y es especialmente aficionado al queso Wensleydale (de North Yorkshire).
Sus películas han sido muy elogiadas: los tres primeros cortometrajes, A Grand Day Out (1989), The Wrong Trousers (1993) y A Close Shave (1995) obtuvieron un 100 % en Rotten Tomatoes; el largometraje Wallace & Gromit: The Curse of the Were-Rabbit (2005) también ha recibido elogios. Es la segunda película de animación stop-motion más taquillera, sólo superada por Chicken Run (2000), otra creación de Park. En 2008 se estrenó un cuarto cortometraje, v. Un segundo largometraje, Wallace y Gromit: La venganza se sirve con plumas, que supone el regreso del pingüino Feathers McGraw, el villano de The Wrong Trousers, se estrenó en 2024.

## Historia

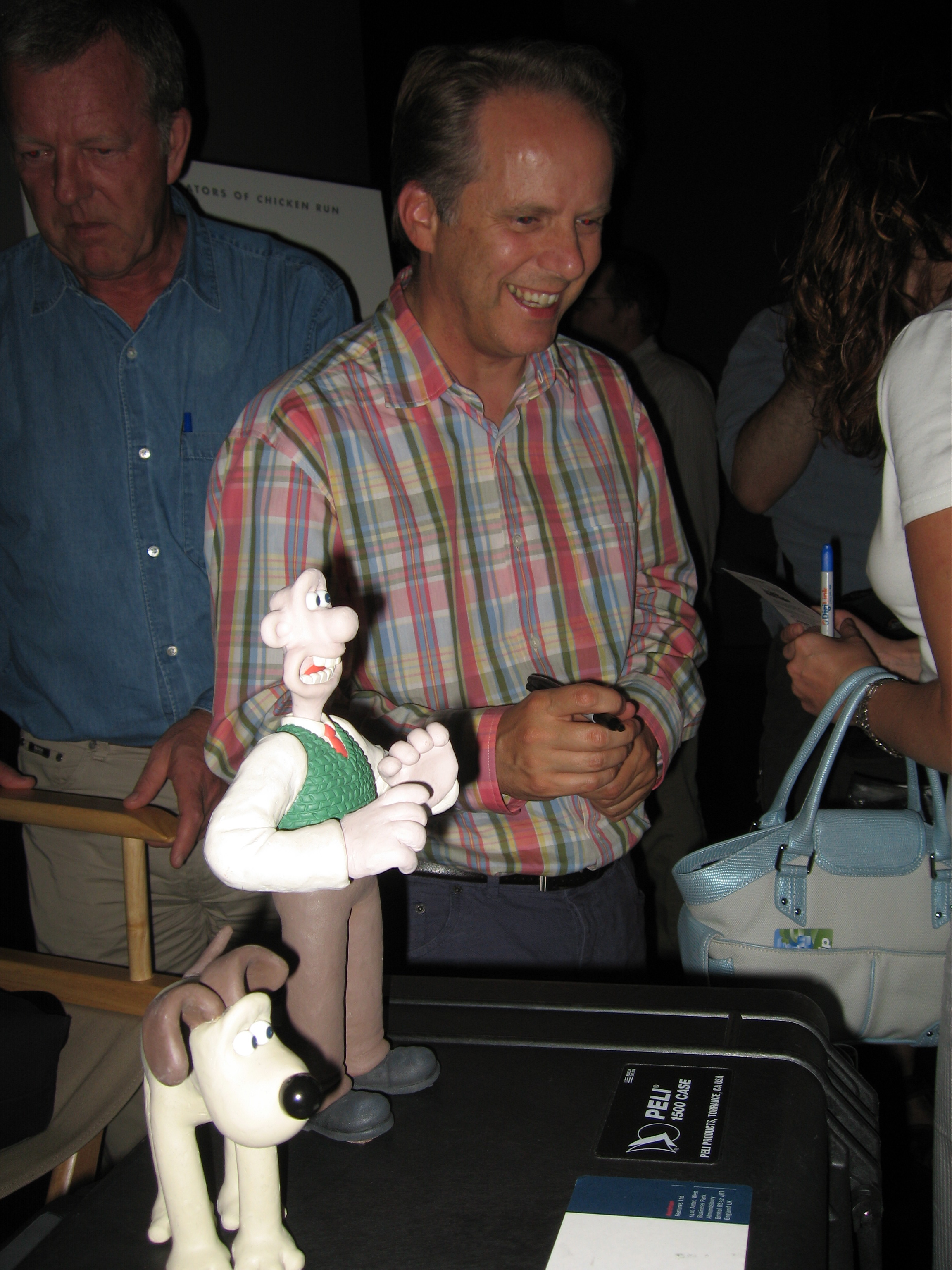
El creador Nick Park con sus personajes en 2005 promocionando Wallace & Gromit: The Curse of the Were-Rabbit.

El primer cortometraje, A Grand Day Out, fue nominado al Oscar al Mejor cortometraje de animación en 1991. Le siguieron los cortometrajes The Wrong Trousers y A Close Shave. El largometraje The Curse of the Were-Rabbit se estrenó en 2005. Los tres últimos ganaron sendos premios de la Academia.
En enero de 2007, un acuerdo de cinco películas con DreamWorks y Aardman fracasó después de tres películas, debido a diferencias creativas, así como al fracaso de taquilla de Flushed Away. Park declaró más tarde que los ejecutivos de DreamWorks querían americanizar a los muy británicos Wallace y Gromit después de las proyecciones de prueba, lo que habría empañado parte del encanto nostálgico del dúo. El cuarto cortometraje de Wallace y Gromit: Un asunto de pan o muerte, fue la primera producción de Park desde el fin del acuerdo con DreamWorks. Fue el programa de televisión más visto en el Reino Unido en 2008. Un asunto de pan o muerte ganó el premio BAFTA 2008 al mejor cortometraje de animación y fue nominado al Oscar en 2010. En 2013, Peter Lord declaró que no había planes por el momento para un nuevo cortometraje, y Park anunció al año siguiente que el empeoramiento de la salud del actor de doblaje de Wallace, Peter Sallis, tenía la posibilidad de impedir cualquier película futura a pesar de la disponibilidad de Ben Whitehead.

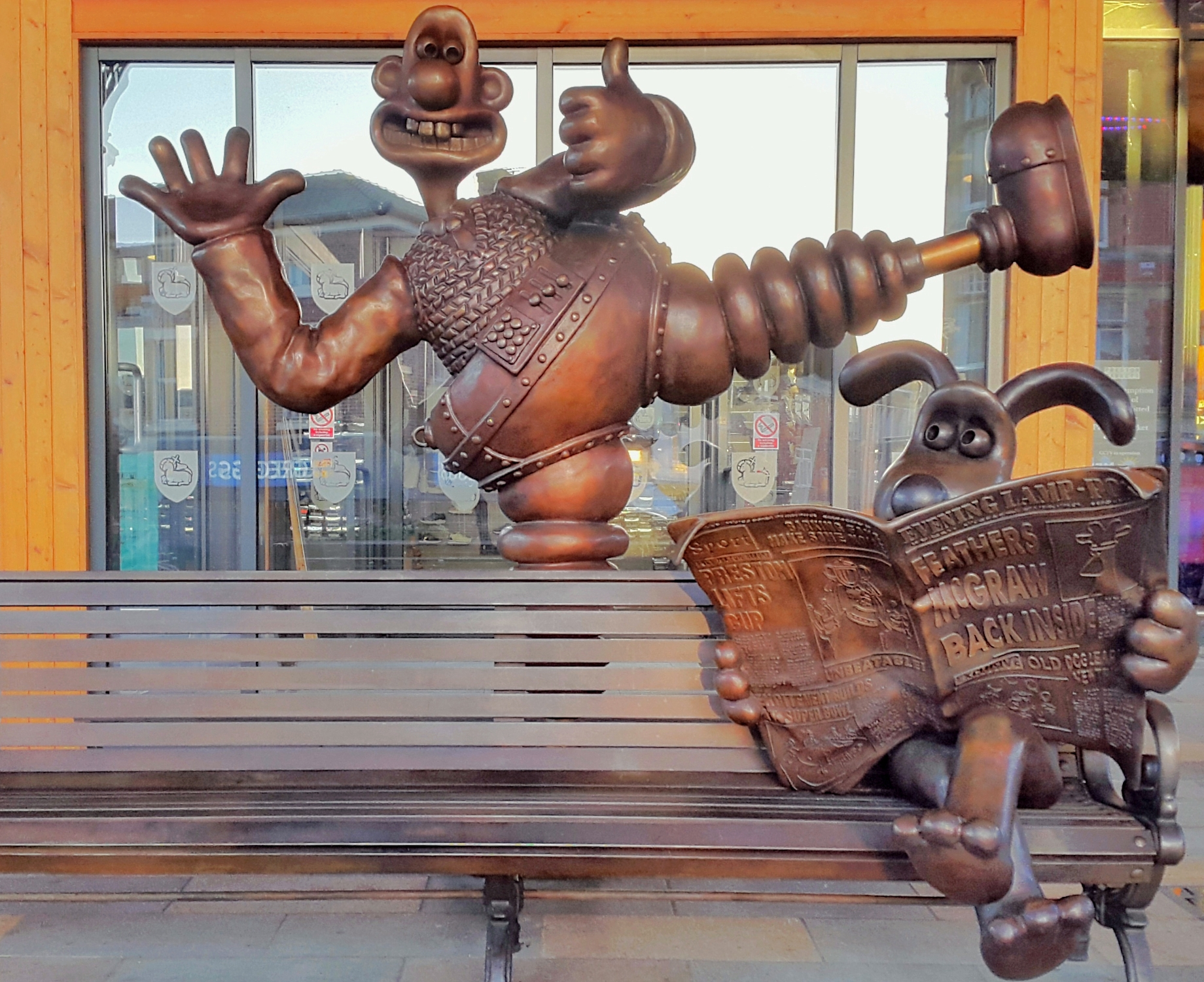
Escultura de bronce de Wallace y Gromit en la ciudad natal de Park, Preston, Lancashire, Inglaterra.

En mayo de 2017, Lord declaró que era probable que hubiera más proyectos con los personajes mientras hablaba en un evento de animación en Stuttgart, Alemania. Dijo: «Cuando Nick [Park] no está dibujando cavernícolas, está dibujando Wallace y Gromit... Supongo que hará otra película, pero no un largometraje. Creo que le pareció demasiado. Creo que le gustaba el formato de media hora.
Sallis falleció el 2 de junio de 2017. En 2018, Park dijo a Radio Times: «[Sallis] era una persona única tan especial, con cualidades tan únicas, que sería difícil llenar sus zapatos, pero creo que él querría que siguiéramos adelante y tengo más ideas de Wallace y Gromit». En 2019, Park anunció que un nuevo proyecto de Wallace & Gromit está en desarrollo. «No puedo desvelar demasiado porque lo estropearía de verdad, pero son Wallace & Gromit haciendo sus viejas travesuras». En mayo de 2020, Aardman anunció el lanzamiento de The Big Fix Up, una historia de Wallace & Gromit en forma de aplicación móvil de realidad aumentada (RA). Cuenta con las voces de Miriam Margolyes, Isy Suttie y Jim Carter y se estrenó el 18 de enero de 2021.
En septiembre de 2021, se inauguró una estatua de Wallace y Gromit en un banco de bronce en Preston, Lancashire, la ciudad natal de Park. Más tarde, en febrero de 2025, se añadió una estatua de Feathers McGraw como parte de una ampliación. En enero de 2022, se anunció una nueva película, Wallace y Gromit: La venganza se sirve con plumas, que se estrenó primero en la BBC el día de Navidad de 2024, se estrenó en todo el mundo el 3 de enero de 2025 en Netflix y ha sido nominada al Oscar a la mejor película de animación.

## Resumen

### Wallace
Wallace vive, junto con su perro Gromit, en el número 62 de West Wallaby Street, en una zona de Wigan (Lancashire). Suele vestir pantalón de lana marrón, camisa blanca con mangas desmontables y corbata roja bajo un jersey verde de punto sin mangas y cuello de pico. Le gusta el queso, sobre todo el Wensleydale, con galletas saladas. Nick Park, su creador, dijo: «Es una figura muy autónoma. Un tipo muy hogareño al que no le importan las aventuras». Park nunca ha dejado claro si Wallace es el nombre o el apellido del personaje, prefiriendo dejarlo en la ambigüedad.
Wallace fue doblado por Peter Sallis hasta su jubilación en 2010, siendo sucedido por Ben Whitehead desde 2009. Wallace es un inventor empedernido, que crea elaborados artilugios que a menudo no funcionan del todo según lo previsto. Su aspecto es similar al de las ilustraciones de W. Heath Robinson y Rube Goldberg, y Nick Park ha dicho de Wallace que todos sus inventos están diseñados en torno al principio de utilizar un «mazo para cascar una nuez». Algunos de los artilugios de Wallace se basan en inventos de la vida real. Por ejemplo, su método para despertarse por las mañanas utiliza una cama que se inclina para despertar a su dueño, un invento que Theophilus Carter exhibió en la Gran Exposición de 1851.

### Gromit
Gromit es un beagle de pelo corto color crema y grandes orejas caídas de color marrón oscuro, que es el perro mascota y mejor amigo de Wallace. Es muy inteligente, ya que se graduó en la «Universidad Dogwarts» («Dogwarts» es un juego de palabras con «Hogwarts», la escuela de magos de los libros de Harry Potter) con un doble sobresaliente en Ingeniería para Perros. Le gusta tejer, jugar al ajedrez, leer el periódico, el té y cocinar. Entre sus posesiones más preciadas están su despertador, un hueso de perro, un cepillo y una foto suya enmarcada con Wallace. Es muy hábil con los aparatos electrónicos y un excelente piloto de aviones. A menudo amenaza los planes de los antagonistas que Wallace y él encuentran en sus aventuras. A veces, Gromit hace caso omiso de las órdenes de Wallace, como en A Close Shave y Shopper 13, donde Wallace le ordena que se deshaga de Shaun, pero Gromit no lo hace. El cumpleaños de Gromit es el 12 de febrero.
Gromit no tiene boca visible y se expresa mediante expresiones faciales y lenguaje corporal. Peter Hawkins pretendía originalmente poner voz a Gromit, pero Park abandonó la idea cuando se dio cuenta de cómo los pensamientos y sentimientos de Gromit podían conocerse a través del movimiento, con algunos ruidos caninos en raras ocasiones. Muchos críticos creen que el silencio de Gromit le convierte en el perfecto hombre recto, con una expresividad pantomímica que suscitó favorables comparaciones con Buster Keaton. A veces hace ruidos de perro, como aullidos y gruñidos.

### Ubicación
Aunque la serie no se ambienta abiertamente en ninguna ciudad en particular, Nick Park ya había insinuado anteriormente que su entorno se inspiraba en el Wigan de los años cincuenta, reforzado por la A-Z de Wigan que aparece en la furgoneta Anti-Pesto de Wallace en The Curse of the Were-Rabbit. En The Wrong Trousers, Gromit recoge una carta en la residencia Wallace & Gromit dirigida a «62 West Wallaby Street, Wigan». La dirección incluye el código postal WG7 3FU, aunque no coincide con ninguna calle del Reino Unido; los códigos postales de Wigan empiezan por las letras WN. El acento de Wallace (al que pone voz Peter Sallis) procede del valle de Holme, en West Yorkshire.

## Filmografía

### Serie principal
| Título                          | Fecha de estreno en el Reino Unido | Director(es)                   | Guionista(s)                                  | Historia de                                   | Productor(es)                                                          |
| Cortometrajes                   | Cortometrajes                      | Cortometrajes                  | Cortometrajes                                 | Cortometrajes                                 | Cortometrajes                                                          |
| ------------------------------- | ---------------------------------- | ------------------------------ | --------------------------------------------- | --------------------------------------------- | ---------------------------------------------------------------------- |
| A Grand Day Out                 | 4 de noviembre de 1989             | Nick Park                      | Nick Park y Steve Rushton                     | Nick Park y Steve Rushton                     | Rob Copeland                                                           |
| The Wrong Trousers              | 26 de diciembre de 1993            | Nick Park                      | Nick Park, Bob Baker y Brian Sibley           | Nick Park, Bob Baker y Brian Sibley           | Christopher Moll                                                       |
| A Close Shave                   | 24 de diciembre de 1995            | Nick Park                      | Bob Baker y Nick Park                         | Bob Baker y Nick Park                         | Carla Shelley y Michael Rose                                           |
| Un asunto de pan o muerte       | 25 de diciembre de 2008            | Nick Park                      | Nick Park y Bob Baker                         | Nick Park y Bob Baker                         | Steve Pegram                                                           |
| Largometrajes                   |                                    |                                |                                               |                                               |                                                                        |
| The Curse of the Were-Rabbit    | 7 de octubre de 2005               | Nick Park y Steve Box          | Nick Park, Steve Box, Mark Burton y Bob Baker | Nick Park, Steve Box, Mark Burton y Bob Baker | Claire Jennings, Carla Shelley, Peter Lord, David Sproxton y Nick Park |
| La venganza se sirve con plumas | 25 de diciembre de 2024            | Nick Park y Merlin Crossingham | Mark Burton                                   | Nick Park y Mark Burton                       | Richard Beek                                                           |

### Películas derivadas
| Título                                                                                                | Fecha de estreno        | Director(es)                  | Guionista(s)                                          | Historia de                                           | Productor(es)                |
| Cortometrajes                                                                                         | Cortometrajes           | Cortometrajes                 | Cortometrajes                                         | Cortometrajes                                         | Cortometrajes                |
| --- | ----------------------- | ----------------------------- | ----------------------------------------------------- | ----------------------------------------------------- | ---------------------------- |
| Timmy Time: Timmy's Christmas Surprise                                                                | 12 de diciembre de 2011 |                               |                                                       |                                                       |                              |
| Timmy Time: Timmy's Seaside Rescue                                                                    | 13 de julio de 2012     |                               |                                                       |                                                       |                              |
| Shaun the Sheep: The Farmer's Llamas                                                                  | 26 de diciembre de 2015 | Jay Grace                     | Nick Vincent Murphy, Lee Pressman and Richard Starzak | Nick Vincent Murphy, Lee Pressman and Richard Starzak | Paul Kewley and John Woolley |
| Shaun the Sheep: The Flight Before Christmas                                                          | 3 de diciembre de 2021  | Steve Cox                     | Mark Burton y Giles Pilbrow                           | Mark Burton y Giles Pilbrow                           |                              |
| Largometrajes                                                                                         |                         |                               |                                                       |                                                       |                              |
| Shaun the Sheep Movie                                                                                 | 6 de febrero de 2015    | Mark Burton y Richard Starzak | Mark Burton y Richard Starzak                         | Mark Burton y Richard Starzak                         | Paul Kewley y Julie Lockhart |
| A Shaun the Sheep Movie: Farmageddon                                                                  | 18 de octubre de 2019   | Will Becher y Richard Phelan  | Mark Burton y Jon Brown                               | Richard Starzak                                       | Paul Kewley                  |
| Lista de indicadores - Una celda vacía indica que la información no está disponible para la película. |                         |                               |                                                       |                                                       |                              |

## Taquilla y recepción

### Resultados de taquilla
| Película | Presupuesto             | Ingresos en taquilla    | Ingresos en taquilla | Ingresos en taquilla | Clasificación histórica | Clasificación histórica | Clasificación histórica | Ref. |
| Película | Presupuesto             | Estados Unidos y Canadá | Otros territorios    | En todo el mundo     | Estados Unidos y Canadá | En todo el mundo        |                         | Ref. |
| --- | ----------------------- | ----------------------- | -------------------- | -------------------- | ----------------------- | ----------------------- | ----------------------- | ---- |
| Wallace & Gromit: The Best of Aardman Animation† | 2 millones de dólares.  | $1 002 002              |                      | $1 002 002           | #9,098                  | #15,771                 | [ 36 ] [ 37 ]           |      |
| Wallace & Gromit: The Curse of the Were-Rabbit | 30 millones de dólares. | $56,068,547             | $138,000,274         | $192,611,171         | #1,663                  | #956                    | [ 38 ] [ 39 ]           |      |
| Shaun the Sheep Movie | 25 millones de dólares. | $19,375,982             | $86,833,396          | $106,209,378         | #3,946                  | #1,813                  | [ 40 ] [ 41 ]           |      |
| A Shaun the Sheep Movie: Farmageddon | 25 millones de dólares. |                         | $43,100,248          | $43,100,248          |                         | #3,218                  | [ 42 ] [ 43 ]           |      |
| Timmy's Cinema Adventure^ |                         |                         | $84,581              | $84,581              |                         | #23,697                 | [ 44 ]                  |      |
| Timmy's Cinema Adventure: Christmas Edition^ |                         |                         | $34,574              | $34,574              |                         | #26,985                 | [ 45 ]                  |      |
| Shaun the Sheep: The Flight Before Christmas |                         |                         | $2,027,525           | $2,027,525           |                         |                         | [ 46 ]                  |      |
| Wallace y Gromit: La venganza se sirve con plumas |                         |                         | $191,452             | $191,452             |                         |                         | [ 47 ]                  |      |
| Total | $82 million             | $85.4 million           | $345.7 million       | $421.2 million       |                         |                         |                         |      |
| Lista de indicadores - TBA, por determinar. - Una celda gris oscuro indica que la información no está disponible para la película. - † Estreno limitado en EE. UU. - ^ Edición limitada y exclusiva para el Reino Unido |                         |                         |                      |                      |                         |                         |                         |      |

### Recepción crítica y pública
| A Grand Day Out                                                                                             | 100 % (20 reseñas)  |                 |    |  |
| The Wrong Trousers                                                                                          | 100 % (27 reseñas)  |                 |    |  |
| A Close Shave                                                                                               | 100 % (19 reseñas)  |                 |    |  |
| Wallace & Gromit: The Curse of the Were-Rabbit                                                              | 95 % (184 reseñas)  | 87 (35 reseñas) | B+ |  |
| Shaun the Sheep Movie                                                                                       | 99 % (170 reseñas)  | 81 (30 reseñas) | B+ |  |
| A Shaun the Sheep Movie: Farmageddon                                                                        | 96 % (78 reseñas)   | 79 (17 reseñas) |    |  |
| Wallace y Gromit: La venganza se sirve con plumas                                                           | 100 % (128 reviews) | 83 (31 reseñas) |    |  |
| Lista de indicadores - Una celda gris oscuro indica que la información no está disponible para la película. |                     |                 |    |  |

### Premios Oscar
| Premio                      | Serie principal | Serie principal    | Serie principal | Serie principal              | Serie principal           | Serie principal                 | Derivados             | Derivados                            |
| Premio                      | A Grand Day Out | The Wrong Trousers | A Close Shave   | The Curse of the Were-Rabbit | Un asunto de pan o muerte | La venganza se sirve con plumas | Shaun the Sheep Movie | A Shaun the Sheep Movie: Farmageddon |
| --------------------------- | --------------- | ------------------ | --------------- | ---------------------------- | ------------------------- | ------------------------------- | --------------------- | ------------------------------------ |
| Mejor cortometraje animado  | Nominada        | Ganadora           | Ganadora        |                              | Nominada                  |                                 |                       |                                      |
| Mejor película de animación |                 |                    |                 | Ganadora                     |                           | Nominada                        | Nominada              | Nominada                             |

## Producción

### Técnicastop motion
Las películas de Wallace y Gromit están rodadas con la técnica de animación stop motion. Tras un detallado storyboard y la construcción de decorados y modelos de plastilina, las películas se ruedan fotograma a fotograma, moviendo ligeramente los modelos de los personajes para dar la impresión de movimiento en la película final. Como es habitual en otras técnicas de animación, la animación stop motion de Wallace & Gromit puede duplicar fotogramas si hay poco movimiento, y en las escenas de acción a veces se utilizan múltiples exposiciones por fotograma para producir un falso desenfoque de movimiento. Dado que un segundo de película consta de 24 fotogramas separados, incluso una película corta de media hora como A Close Shave requiere mucho tiempo de animación. Las estimaciones generales sobre la velocidad de animación de una película de Wallace & Gromit sitúan el ritmo de rodaje en unos 30 fotogramas diarios por animador.

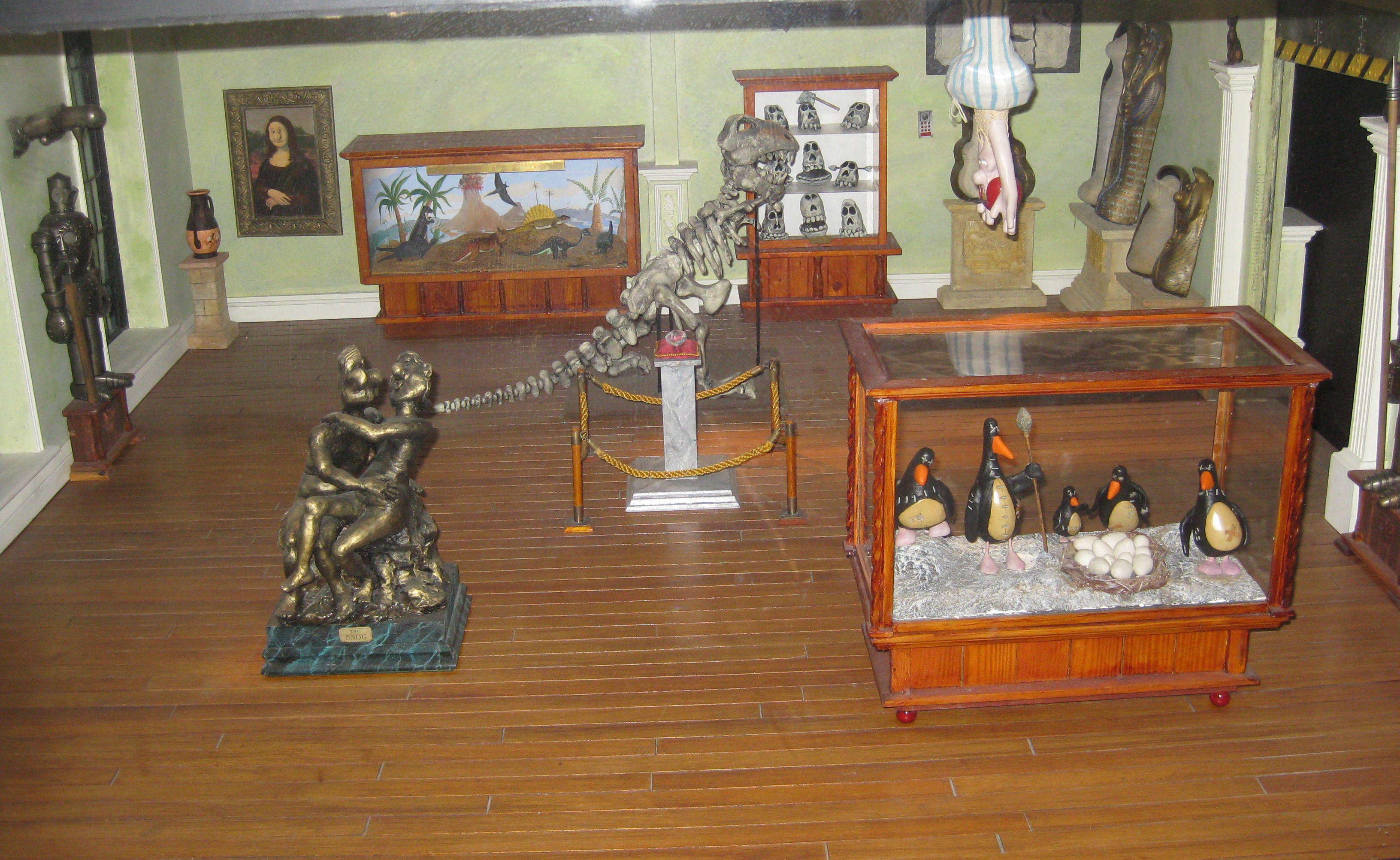
Escenografía de The Wrong Trousers, expuesta en el National Media Museum de Bradford (West Yorkshire).

Algunos efectos, en particular el fuego, el humo y los conejitos flotantes de The Curse of the Were-Rabbit, resultaron imposibles de crear en stop motion y fueron realizados por especialistas en animación por ordenador, MPC film. MPC Film estudió el decorado durante tres meses para crear una animación en plastilina que encajara con la producción en stop-motion. Prestando especial atención a los detalles, MPC consiguió que los conejitos animados se fundieran con los de arcilla. Añadir imperfecciones, como huellas dactilares, y texturas a los conejitos animados contribuyó a realzar el efecto. La colaboración de MPC dio como resultado más de 700 efectos para ayudar a la película, junto con el coloreado para que coincidiera con los efectos visuales.
La mayoría de las maquetas fueron destruidas en el incendio del estudio Aardman en 2005, pero algunas aún existen, como una pequeña maqueta de la Cocinera de A Grand Day Out y de Feathers McGraw mientras estaba atrapado en una botella de The Wrong Trousers. El decorado y varios elementos de atrezzo del museo que aparecen en este último cortometraje también sobrevivieron, ya que se conservaban en el National Science and Media Museum de Bradford, West Yorkshire, antes de que se produjera el incendio. Además, un decorado de Un asunto de pan o muerte, que se produjo después del incendio, se expone actualmente en el centro de ciencias We The Curious.

### Música
La música de todas las películas es obra del compositor británico Julian Nott. El tema musical se utilizó para despertar a los astronautas a bordo de la misión STS-132 del transbordador espacial en mayo de 2010.

## Otros medios

### Videojuegos
En 1996 se lanzó para PC un CD-ROM interactivo de Wallace & Gromit, llamado Wallace & Gromit Fun Pack, que contenía el Crackin' Compendium con tres minijuegos basados en los tres cortos de animación originales, así como breves videoclips. El otro programa del Fun Pack, el Customise-O-Matic, contenía fondos de pantalla, salvapantallas y sonidos que podían asignarse como sonidos del sistema. Los personajes estaban asociados a un compendio quincenal de 144 números llamado Techno Quest, publicado por Eaglemoss Publications a partir de 1997. Su objetivo era despertar el interés de los niños por la ciencia y la tecnología.
En 1997, salió a la venta un videojuego animado con temática de salvapantallas titulado Wallace & Gromit Cracking Animator. Los juegos de salvapantallas fueron realizados por Dibase. Los jugadores pueden crear sus propias animaciones multimedia combinando efectos de sonido, decorados, personajes y atrezo. Los jugadores pueden manipular los movimientos faciales de los personajes para sincronizar sus expresiones con el diálogo. Los jugadores pueden elegir entre convertir su creación terminada en salvapantallas o elegir uno de los juegos de salvapantallas ya creados.. El Boston Herald ofreció una valoración de 2,5 estrellas, señalando que la creatividad es limitada.
En septiembre de 2003, Wallace & Gromit in Project Zoo salió a la venta para PlayStation 2, Xbox, GameCube y Microsoft Windows. En esta historia separada, el dúo se enfrenta de nuevo a Feathers McGraw (de The Wrong Trousers). Todavía obsesionado con los diamantes, se escapa del recinto de los pingüinos del zoo West Wallaby, donde fue «encarcelado» al final de Los pantalones equivocados, y se apodera de todo el zoo, secuestrando animales jóvenes y obligando a sus padres a trabajar para él, ayudándole a convertir el zoo en una mina de diamantes.
En 2005, se lanzó un videojuego de The Curse of the Were-Rabbit para PlayStation 2 y Xbox, que sigue la trama de la película, en la que Wallace y Gromit trabajan como cazadores de bichos, protegiendo los huertos de los clientes de los conejos, utilizando una «BunGun». En Project Zoo, los jugadores controlan exclusivamente a Gromit, mientras Wallace actúa como personaje ayudante, pero en The Curse of the Were-Rabbit, el juego cambia entre los dos e incluye un modo cooperativo para dos jugadores. Ambos juegos fueron desarrollados por Frontier Developments con la ayuda de Aardman, y Peter Sallis retomó su papel de Wallace. Project Zoo fue publicado por BAM! Entertainment, mientras que The Curse of the Were-Rabbit fue publicado por Konami.
En julio de 2008, el desarrollador Telltale Games anunció una nueva serie de videojuegos episódicos basados en los personajes, llamada Wallace & Gromit's Grand Adventures. El primer episodio de Grand Adventures, «Fright of the Bumblebees», se estrenó el 23 de marzo de 2009. El segundo episodio, «El último recurso», se estrenó el 5 de mayo de 2009. Otros dos episodios, «Muzzled!» y «The Bogey Man», se publicaron a finales de 2009. Los cuatro episodios se han publicado por separado en Xbox Live Arcade para Xbox 360. El 25 de julio de 2024, se añadió al juego de realidad virtual Walkabout Mini Golf un recorrido temático de Wallace & Gromit como contenido descargable.

### Cómic
La editorial británica Titan Magazines empezó a producir un cómic mensual de Wallace & Gromit tras el estreno de Curse of the Were-Rabbit. Los personajes siguen dirigiendo Anti-Pesto, y tanto Shaun como Feathers McGraw han aparecido en el cómic. Los dos personajes aparecieron en el cómic mensual BeanoMAX hasta su cierre en junio de 2013, y ahora aparecen cada cuatro semanas en The Beano. Aparecen mucho en «Aardmag», la revista en línea gratuita no oficial pero que cuenta con el apoyo de Aardman Animations. Nick Park dirigió como invitado el número del 70 aniversario del semanario The Beano, por lo que este número contenía numerosas referencias a Wallace & Gromit.
El 17 de mayo de 2010 empezaron a aparecer diariamente en The Sun. Está acreditada a Titan y Aardman, con guiones escritos por Richy Chandler, Robert Etherington, Mike Garley, Ned Hartley, Rik Hoskin, David Leach, Luke Paton, J.P. Rutter, Rona Simpson y Gordon Volke, y dibujos de Sylvia Bennion, Jay Clarke, Jimmy Hansen, Viv Heath, Mychailo Kazybrid y Brian Williamson. Sustituyó a George y Lynne. El 8 de octubre de 2013 se publicó una novela gráfica que recopilaba las 311 tiras diarias, a la que siguió un segundo volumen el 4 de noviembre de 2014. El 25 de marzo de 2015 se publicó un tercer volumen, y el 9 de septiembre de 2015 se publicó un cuarto volumen.

### Teatro
En noviembre de 1997, los personajes aparecieron en una obra titulada Wallace And Gromit™ Alive on Stage in a Grand Night Out. En él, Feathers McGraw escapaba de la cárcel e hipnotizaba a Wendolene para que le ayudara en su venganza contra el dúo, que culminaba con un enfrentamiento en el que la oveja Shaun se ponía los pantalones tecnológicos. El 9 de marzo de 2011, la oveja Shaun debutó en el teatro con el espectáculo Shaun's Big Show. El espectáculo musical y de danza, de 100 minutos de duración, presenta a todos los personajes habituales, incluidos Bitzer, Shirley y Timmy.

## Apariciones promocionales
El dúo se utilizó para promocionar una tienda Harvey Nichols que abrió en Bristol (donde Aardman tiene su sede) en 2008. En las imágenes aparecen ellos y Lady Tottington, de Wallace & Gromit: The Curse of the Were-Rabbit, con ropa y objetos de diseño. Se utilizaron para evitar que una fábrica de queso Wensleydale cerrara por dificultades financieras después de que a un miembro del personal se le ocurriera utilizar a Wallace y Gromit como mascotas, ya que Wensleydale es uno de los quesos favoritos de Wallace.

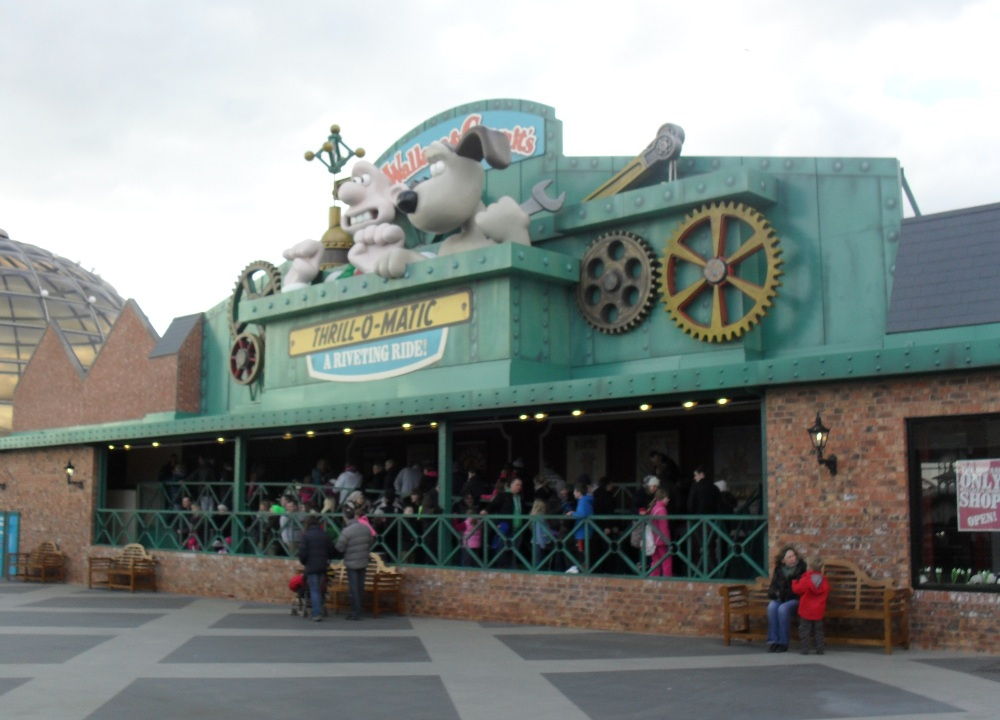
La atracción Wallace & Gromit's Thrill-O-Matic en Blackpool Pleasure Beach, Blackpool, Lancashire.

El 28 de marzo de 2009, el Museo de Ciencias de Londres inauguró una exposición titulada «Wallace & Gromit presentan un mundo de ideas rompedoras». La muestra, orientada a las familias, estará abierta hasta el 1 de noviembre de 2009, Ese mismo mes, Nick Park apareció en el programa Desert Island Discs de la BBC Radio 4 y anunció que estaba trabajando con Blackpool Pleasure Beach para construir un parque temático basado en los personajes. La atracción Wallace & Gromit's Thrill-O-Matic fue inaugurada por Park en Blackpool Pleasure Beach en 2013.
Wallace y Gromit aparecieron en un especial de un minuto para el Jubileo de Diamante de Isabel II llamado Jubilee Bunt-a-thon. En agosto de 2012, presentaron una edición de The BBC Proms, Wallace & Gromit's Musical Marvels, como Prom 20 de la temporada 2012. Debido a su popularidad, Wallace & Gromit's Musical Marvels se convirtió en un espectáculo de gira completo en 2013. Se estrenó en The Plenary de Melbourne (Australia) el 9 de febrero de 2013. Se representó en otros lugares a lo largo de 2013, y en cada función se proyectó A Matter of Loaf and Death.
En 2013 y 2014, la pareja apareció en una campaña nacional de televisión, prensa y cine para promocionar la directiva del gobierno británico «Las vacaciones en casa son geniales», llamada Wallace & Gromit's Great UK Adventure. En diciembre de 2019, aparecieron en un anuncio de DFS Furniture creado por Krow para celebrar su 30 aniversario. Helena Bonham Carter retomó su papel de Lady Tottington con nuevos diálogos para el anuncio. Del 29 de noviembre al 31 de diciembre de 2024, se proyectó una animación de seis minutos de 'Wallace & Gromit en la Battersea Power Station de Londres todas las noches, como parte de la campaña de marketing de Apple Shot on iPhone.
En 2025, Wallace y Gromit se asociaron con la marca de salsas Bisto. Los personajes de las películas aparecen en los productos Bisto, y los consumidores tienen la oportunidad de ganar un diamante azul cultivado en laboratorio valorado en 1.500 libras. En Paddington (Londres) también se abrió un restaurante pop-up de salsas llamado «The Gravy Boat», que ofrecía un menú de tres platos con temática de salsas y la posibilidad de conocer a Wallace, Gromit y Feathers McGraw.